# Costco
Costco Wholesale Corporation (NASDAQ: COST) é uma empresa de varejo americana, sediada em Issaquah,Washington. Foi fundada em 1983, com a primeira loja em Seattle.
A Costco é uma rede de clube de vendas (semelhante ao Sam's Club) e é muito famosa nos Estados Unidos, tendo por lá quase 500 armazéns (lojas). 
A rede vem crescendo ao longo dos anos tendo mais de 700 lojas espalhadas por 9 países, são eles, Austrália, Canadá, Coreia do Sul, Espanha, Estados Unidos, Japão, México, Reino Unido e Taiwan, e esse crescimento fez com que em 2015 a empresa se tornasse a segunda maior varejista do mundo atrás apenas do Walmart.

## Produtos
A Costco tem um estoque que muda com frequência e é conhecida por carregar produtos por um tempo, depois descontinuá-los ou usá-los como produtos sazonais. Ao longo dos anos, a Costco expandiu gradualmente sua gama de produtos e serviços. Inicialmente, ela preferia vender apenas produtos em caixas que pudessem ser dispensados simplesmente rasgando o invólucro de um palete. Ela agora vende muitos outros produtos mais difíceis de manusear, como arte, livros, caixões, roupas, software de computador, vinhos finos, móveis, eletrodomésticos, banheiras de hidromassagem, joias, itens perecíveis (como laticínios, produtos frescos assados, flores, produtos frescos, carne, frutos do mar), painéis solares, pneus e aspiradores de pó. Muitos armazéns também têm postos de gasolina, farmácias, centros de aparelhos auditivos, optometristas, centros oftalmológicos e de óculos de sol, processadores fotográficos e garagens de pneus.
Os centros fotográficos internos da Costco ofereciam uma variedade de serviços, como impressão de fotos no mesmo dia (para determinados tamanhos/materiais) e retirada de pedidos online. No entanto, esses serviços não são mais oferecidos na loja, pois todos os fotocentros da loja fecharam em 14 de fevereiro de 2021.